# Heterosaccus californicus
Heterosaccus californicus är en kräftdjursart som beskrevs av Hilbrand Boschma 1933. Heterosaccus californicus ingår i släktet Heterosaccus och familjen Sacculinidae. Inga underarter finns listade i Catalogue of Life.